# Justin Williams (hockeista su ghiaccio)
Justin Williams (Cobourg, 4 ottobre 1981) è un hockeista su ghiaccio canadese.

## Palmarès

### Mondiali
- 2 medaglie:
  - 2 ori (Repubblica Ceca 2004; Russia 2007)